# John Fru Ndi
John Fru Ndi, né le 7 juillet 1941 à Baba II et mort le 12 juin 2023 à Yaoundé, est un homme politique camerounais.
Fondateur et dirigeant du parti d'opposition Front social démocrate (SDF), il est candidat face au président Paul Biya aux élections présidentielles de 1992, 2004 et 2011.

## Biographie

### Naissance
John Fru Ndi naît le 7 juillet 1941 dans le village de Baba II, près de Bamenda, dans le département du Mezam de la région du Nord-Ouest du Cameroun,, alors sous mandat britannique. Le titre de Ni (marque de respect), lui est donné à sa naissance.

### Études et activités professionnelles
John Fru Ndi étudie de 1952 à 1957 à la Baforchu Basel puis à la Native Authority School Santa à Santa de 1954 à 1957, où il obtient le FSLC, avant de poursuivre ses études au Nigeria à la Lagos City College, où il obtient le O-level. En 1966, il rentre au Cameroun et vend des légumes. Il tient une librairie à Bamenda nommée le Ebibi Book Centre,, dirige un club de football de 1979 à 1988 puis dirige la branche du Lions Clubs de Bamenda de 1987 à 1988.

### Parcours politique

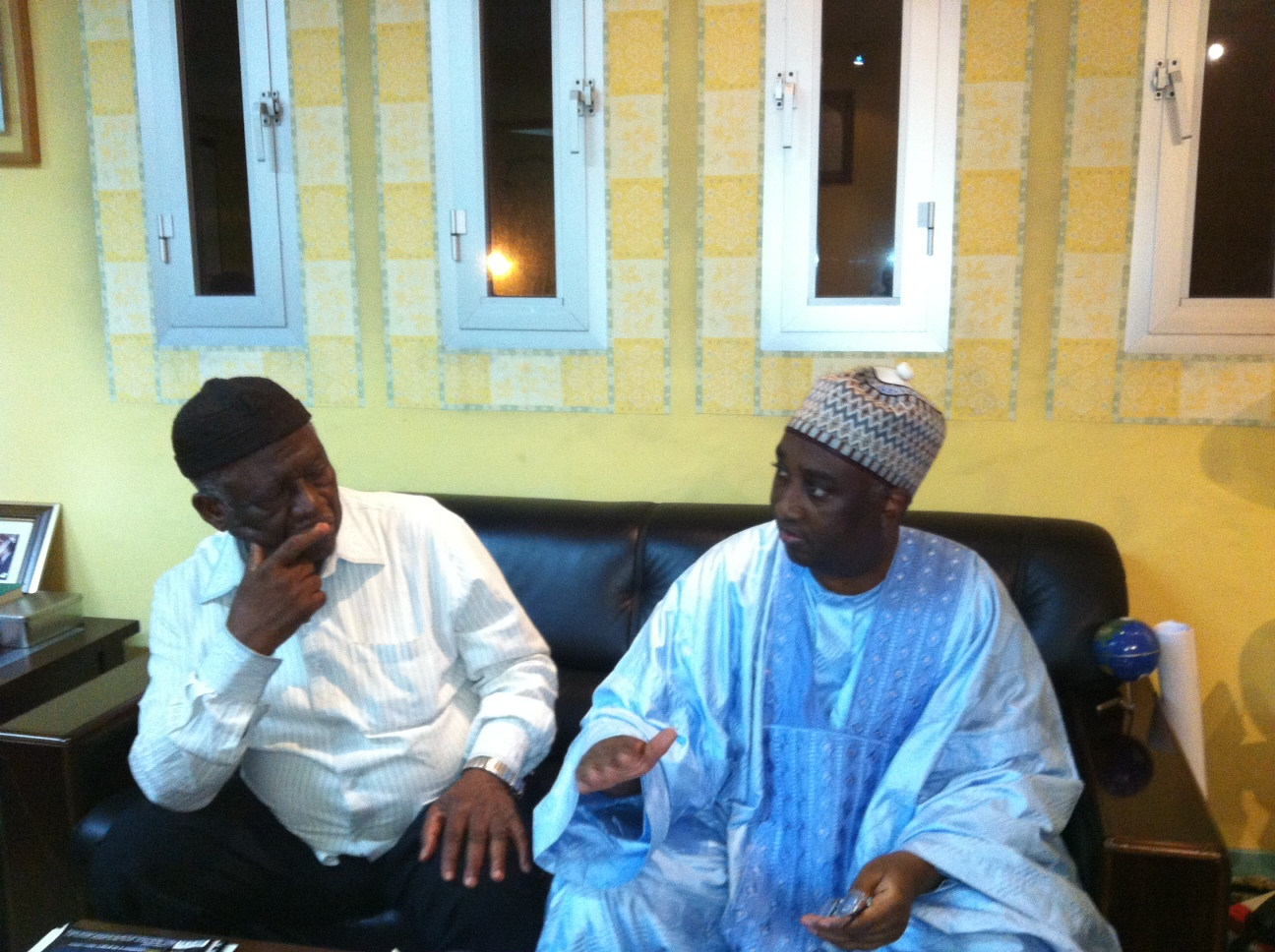
John Fru Ndi (en blanc) en 2010.

John Fru Ndi est candidat du parti unique Rassemblement démocratique du peuple camerounais (RDPC) dans la circonscription du Mezam ; le RDPC est le parti au pouvoir au sein duquel tout le monde est forcé de militer avant l'avènement du multipartisme en 1990. Lors des élections parlementaires de 1988, il est battu par une autre liste du RDPC malgré sa grande popularité locale. Cet échec marque selon certaines indiscrétions le début de son activisme en interne pour la venue de la pluralité dans le paysage politique camerounais. Il aura essayé en tant que pacifiste de faire bouger les lignes en interne sans succès.
Entre 1970 et le lancement de ce parti le 26 mai 1990 dans la répression sanglante, John Fru Ndi aura fait trois fois le tour du pays. Initialement dédié à la cause anglophone aux lendemains des premiers mécontentements après la réunification en 1961 et l’unification en 1972, John Fru Ndi et ceux qui l’accompagnaient vont plutôt se rendre compte que le malaise dans le pays profond est général. Il va ainsi essayer dans un premier temps de se faire entendre dans le parti unique à cause des restrictions qui règnent sur le pays. En 1990 profitant de l’ouverture démocratique qui a lieu sur le continent africain et après des consultations des leaders de la société civile et hommes politiques avec qui il chemine depuis vingt ans, John Fru Ndi fonde le Front social démocrate (SDF), un parti d'opposition qui va s’imposer au fil des années comme le parti leader de l’opposition dont la base sera les provinces du Littoral, du Nord-Ouest, du Sud-Ouest et de l’Ouest Cameroun. Ces régions sont celles qui depuis la colonisations ont toujours été avec le pays Bassa l’épicentre de la contestation, des revendications nationalistes et des luttes pour l’indépendance. Il est élu président national du parti lors de sa première convention nationale ordinaire, tenue à Bamenda en mai 1992.
En 1992, lors de la toute première élection présidentielle pluraliste du Cameroun, John Fru Ndi, candidat de l’Union pour le changement, une coalition portée par les leaders politiques et de la société civile, se classe selon les résultats officiels du gouvernement camerounais en deuxième position avec 36 %, derrière Paul Biya (40 %), au pouvoir depuis 1982. Cette élection qui avait cristallisé toute la nation et surtout connu une participation record restera dans l’histoire comme la plus disputée. Invoquant de nombreuses fraudes en sa défaveur, il se déclare élu, mais Paul Biya, avec l'aval de la Cour suprême et le soutien de la France, se déclare vainqueur et le fait mettre en résidence surveillée à domicile pendant plusieurs mois, au Ntarikon Palace, à Bamenda. Les missions diplomatiques présentes au Cameroun et acteurs majeurs de ces élections clameront la victoire de Ni John Fru Ndi. Fort de cette situation il sera reçu à la Maison-Blanche lors de l'investiture du nouveau président américain Bill Clinton (il fournit une photo, qui selon certaines personnes serait truquée). Il est à ce jour considéré comme le seul homme politique qui aurait tenu tête au président actuel du Cameroun ; il est d'ailleurs celui qui aura eu jusqu’à aujourd'hui le meilleur score lors des multiples élections présidentielles. De son vivant aucun autre homme politique n’a pu battre des résultats aux multiples consultations faisant de lui le seul vrai et grand opposant camerounais. Il est aussi entré au panthéon de l’histoire camerounaise comme un dinosaure politique.
John Fru Ndi est mis en examen pour « complicité d’assassinat, blessures simples et blessures légères » avec une vingtaine d'autres dirigeants du parti en août 2006, à la suite du décès de Grégoire Diboulé, lors des affrontements suivant un conflit à la direction du SDF entre John Fru Ndi et Bernard Muna.
Candidat aux élections sénatoriales de 2013 dans le Nord-Ouest, John Fru Ndi est battu.

#### Accusations de corruption
Le rapport du Comité catholique contre la faim et pour le développement sur les biens mal acquis de 2009 fait état d'une accusation de corruption, aux détours d'un passage du rapport consacré aux « largesses de Paul Biya » qui, selon cette source, « serviraient aussi à amadouer l’opposition ». Le rapport rapporte l'accusation relayée par le journal camerounais The Post du 4 octobre 2005, qui elle-même se réfère à la lettre d’information londonienne Africa Confidential et indique que « le leader de l’opposition John Fru Ndi aurait accumulé une fortune de plus de 125 millions de dollars, dont « plus de 70 % de l’argent provient de ses deals politiques avec le chef de l’État camerounais en fonction » », entre juin 2002 et 2005 ». John Fru Ndi nie et Africa Confidential dément avoir mené une telle enquête.
Il est en outre accusé d’avoir perçu 500 millions de francs CFA lors de l'élection présidentielle de 2004 pour casser la dynamique de l’opposition.

#### Prises de position sur la crise anglophone au Cameroun et enlèvements
Depuis le début de la crise anglophone au Cameroun en 2017, John Fru Ndi s'est fait l'avocat du dialogue et d'une résolution pacifique. Il condamne à la fois le gouvernement et les séparatistes et propose comme solution au conflit un système fédéral de gouvernance. Sur la question de la sécession des régions anglophones, il déclare à plusieurs reprises qu'il est contre celle-ci, une prise de position qui lui vaut les critiques des séparatistes.
John Fru Ndi adopte une position critique à l'égard de la gestion par le gouvernement camerounais du conflit qui l'a personnellement affecté. En octobre 2018, des séparatistes incendient sa maison à Bamenda. Le 19 avril 2019, son frère est enlevé par des hommes armés qui exigent une rançon. Huit jours plus tard, il est lui-même enlevé, alors qu'il se rendait à Kumbo, dans la région du Nord-Ouest, pour assister aux funérailles de Joseph Banadzem, le chef du groupe parlementaire du Front social démocrate. Il est libéré peu après, le Front social démocrate décrivant l'affaire comme un « malentendu » rapidement résolu. Il est révélé le lendemain que les séparatistes kidnappent John Fru Ndi afin de pouvoir lui parler. Dans une vidéo publiée en ligne, les hommes armés demandent à l'homme politique de retirer tous les législateurs du Front social démocrate de l'Assemblée nationale et du Sénat. John Fru Ndi répond qu'il ne le ferait pas, déclarant que cela serait contre-productif.
En juin 2019, John Fru Ndi déclare que même s'il n'était pas sécessionniste, le gouvernement « le poussait » dans cette direction. Il met un point d'honneur à toujours voyager sans escorte de sécurité lorsqu'il se rend dans les régions anglophones, déclarant qu'il n'a pas peur de son propre peuple — y compris des séparatistes.

### Mort
Le 12 juin 2023, John Fru Ndi meurt à Yaoundé des suites d'une longue maladie. L'annonce est rendue officielle sur le site internet du Front social démocrate et signé de Joshua Osih.

## Vie privée
La première femme de John Fru Ndi, Susan, décède après avoir accouché en 1973. Sa deuxième femme, Rose, avec laquelle il a été marié pendant plus de 25 ans, décède en 2004. Ils ont eu plusieurs enfants. Après sa mort, il crée une fondation caritative à son nom.